# Base Naval de Clyde
La HMNB Clyde (Base Naval de Su Majestad de Clyde), llamada también HMS Neptune, es una de las tres bases de operaciones de la Marina Real Británica, junto a las de Devonport (Plymouth) y Portsmouth. Es su base principal en Escocia y es conocida por ser la base de los submarinos de la fuerza de disuasión nuclear británica, armados con el Trident.
HMNB Clyde se encuentra en la orilla oriental del loch marítimo de Holy Loch en el concejo de Argyll y Bute, en el fiordo de Clyde y al norte de la ciudad a unos 25 kilómetros al oeste de Glasgow.

## Buques y unidades

### Submarinos
- Clase Vanguard SSBN
  - HMS Vanguard
  - HMS Victorious
  - HMS Vigilant
  - HMS Vengeance
- Clase Astute SSN
  - HMS Astute (S119)
  - HMS Ambush (S120)
  - HMS Artful (S121)
  - HMS Audacious (S122)
- Clase Trafalgar SSN
  - HMS Talent (S92)

### Dragamimas
- Clase ''Sandown''
  - HMS Penzance (M106) - Desplegado en Baréin
  - HMS Pembroke (M107)
  - HMS Grimsby (M108)
  - HMS Bangor (M109) - Desplegado en Baréin
  - HMS Shoreham (M112)

### Escuadrón de patrulleros de Faslane
- Clase Archer
  - HMS Tracker
  - HMS Raider
- Grupo de buceo del norte